# Яблоновка (Гвардейский район)
Яблоновка (Бартен около 1539, Бартельн до 1565, Бартен до 1785, Адлиг Бартен до 1900, Адлиг Бартенхоф до 1934, Бартенхоф до 1946) — село в Гвардейском городском округе Калининградской области России.

## История
Около 1539 года населенный пункт был известен под названием Бартен, в 1900-1934 годах назывался Адлиг Бартенхоф, позднее - Бартенхоф. В 1910 году в нем проживали 150 человек.
В 1946 году Бартенхоф был переименован в поселок Яблоновку.

## Население
| 2002 | 2010 |
| ---- | ---- |
| 150  | ↗170 |